# Joaquín Zulueta Isasi
Joaquín Zuluea Isasi fue un militar español que participó en la Guerra Civil.

## Biografía
Oficial de caballería destacado en las Fuerzas aéreas, durante la dictadura de Primo de Rivera llegó a conspirar contra el régimen. En 1922, Zulueta solicitó voluntariamente separarse del servicio militar, reingresando en 1936. En el momento de reingresar en el ejército ostentaba el rango de teniente.
Tras el estallido de la Guerra Civil, durante los primeros meses estuvo al frente de varios columnas y en diciembre de 1936 fue puesto al frente de la nueva 38.ª Brigada Mixta, que cubría el sector de Pozuelo. La unidad hubo de hacer frente a la acometida militar franquista durante la tercera batalla de la Carretera de La Coruña. En marzo se hizo cargo de la 3.ª Brigada Mixta. Posteriormente asumió el mando de la 7.ª División, unidad que mandó durante el resto de la contienda. Hacia 1939 ya había ascendido al rango de teniente coronel. El 12 de marzo de 1939 el coronel Segismundo Casado lo puso al frente del II Cuerpo de Ejército, pocos días antes del final de la contienda. Capturado por los franquistas, fue condenado a 30 años de prisión aunque logró salir de la cárcel en 1942 gracias a los avales de amigos derechistas.